# مرقس الثامن (بابا الإسكندرية)
قداسة البابا  مرقس الثامن بابا الإسكندرية وبطريرك الكنيسة القبطية الأرثوذكسية رقم 108 (1796 - 1809م).
وُلد في بلدة طما من أعمال مديرية جرجا، ودعي باسم يوحنا. اشتاق إلى الحياة الرهبانية فالتحق بدير القديس أنبا أنطونيوس. ولما رقد سلفه الأنبا يوأنس البطريرك 107 خلا الكرسي لمدة أربعة شهور ثم اختير هذا الأب بطريركًا بواسطة القرعة الهيكلية تمت السيامة بكنيسة السيدة العذراء بحارة الروم في يوم الأحد 28 توت سنة 1513ش، سنة 1796 م.
عاصر ثلاث حكومات: الولاة الأتراك العثمانيون ثم دخول الفرنسيين مصر بعد سيامته بسنتين، ورجوع الأتراك العثمانيين مرة أخرى سنة 1801 م.
في أيامه حدثت مواقف كثيرة مؤسفة ومظالم للكنيسة وللأقباط، منهم حرق الكنيستين العليا والسفلى بحارة الروم.
شهد عهد البابا مرقس الثامن بعض الأقباط الذين تعاونوا مع الفرنسيين في احتلال مصر وكونوا الفيلق القبطي ليساعد الفرنسيين في إدارة مصر وكان منهم المعلم جرجس الجوهري، المعلم ملطي والمعلم يعقوب أو كما أطلق علية الفرنسيين الجنرال يعقوب. كما في أيامه انتقل مركز البطريركية من كنيسة السيدة العذراء حارة الروم إلى الكاتدرائية المرقسية بالأزبكيه.
تنيح البابا مرقس سنة 1809م.